# はくよう
はくようは、新日本海事が所有していた有人小型潜水調査船。総潜航回数は8,134回。

## 概要
川崎重工業によって建造された日本初の小型水中作業船である。1970年（昭和45年）7月に起工式が行われ、翌1971年（昭和46年）3月に着水、同年4月22日に完成し、住友商事の子会社である日本海洋産業に引き渡された。日本海洋産業は1979年（昭和54年）12月に潜水艇部門を廃止し、はくようを深田サルベージに売却した。その後、深田サルベージから系列会社の新日本海事に移管されている。
潜航最高深度は300m。有人潜水艇としての潜行回数8,134回は世界一。操縦者として1名、乗務員として2名搭乗可能であった。
潜行の目的は、海底ケーブル・パイプライン調査、海底生物ビデオ撮影、生物や熱水噴出孔の調査、沈船や海没航空機の捜索回収、映画撮影協力、浅深度、深深度における金属腐食疲労実験、海没遺失物の捜索など多岐に及ぶ。1977年（昭和52年）には、鹿児島湾の海底で「たぎり」といわれる火山性噴気現象の観察に成功。1985年（昭和60年）にはビキニ環礁でアメリカ合衆国による核実験の対象とされて沈んでいた大日本帝国海軍の戦艦長門を発見している。2001年（平成13年）12月の九州南西海域工作船事件では、翌2002年（平成14年）9月に行われた工作船の引き揚げに際して、事前潜水調査を行っている。
2013年（平成25年）5月31日に退役。同年11月1日付で深田サルベージ建設からいおワールドかごしま水族館に寄贈され、12月24日から敷地内で展示されている。
日本船舶海洋工学会によりふね遺産に選ばれ、2024年（令和6年）9月13日に認定式が開かれた。